# Marcos Aurélio
Marcos Aurélio (født 10. februar 1984) er en brasiliansk fodboldspiller.